# Amphispiza
Amphispiza es un género de aves paseriformes de la familia Passerellidae, conocidos vulgarmente como chingolos, cuyos miembros son originarios de América del Norte.

## Especies
Se reconocen las siguientes:
- Amphispiza bilineata.
- Amphispiza belli.

Ambas especies son residentes. Viven en áreas secas del oeste de los Estados Unidos y el norte de México, pero en diferentes hábitats. Corren en el piso con la cola levantada y cantan sobre arbustos bajos. Los adultos son de vientre blancuzco, y las partes superiores del plumaje son grises; la cabeza es gris con manchas negras y blancas. Los individuos juveniles de ambas especies son similares entre sí: pardos grisáceos en las partes superiores y blancuzcos en las inferiores, con pequeñas rayas en el pecho.
El nombre Amphispiza proviene del griego αμφι- (amfi), "a ambos lados", o "alrededor", y σπιζα (spiza), "pinzón". 